# Росія та Black Lives Matter
Відносини між російськими спецслужбами та рухом Black Lives Matter викликали велике занепокоєння, яке виникло серед науковців наприкінці 2010-х років, які досліджували втручання Російської Федерації у вибори в США. Російські оперативники, пов'язані з Агентством Інтернет-досліджень (IRA), залучили в Інтернет-кампанію, щоб заохочувати прихильників руху Black Lives Matter, а також пропагуючи опозицію та насильство проти цієї групи.

## Передумови
Радянські ЗМІ критикували расову нерівність і насильство в Сполучених Штатах принаймні з 1930-х років, часто використовуючи цей аргумент, щоб відвернути критику, спрямовану на порушення прав людини в СРСР, або створити відчуття хибної моральної еквівалентности між двома державами. Лінчування афроамериканців виховувалося як незручний скелет у шафі для США, який Радянський Союз використовував як форму риторичної амуніції, коли їх дорікали за їхні власні економічні та соціальні недоліки. Це стало відомим як аргумент «А у вас негрів лінчують», який пізніше було описано як «якщодоїзм», і продовжувався під час холодної війни та за її межами.
Наприкінці 2010-х років дослідники виявили, що зростання російської дезінформаційної активности в Twitter було пов’язане зі збільшенням поляризаційних розмов щодо руху Black Lives Matter. Одна з таких дій включала російські акаунти, що імітують активістів Black Lives Matter, або підтримували проблеми, які є центральними для справи Black Lives Matter. Діяльність у Facebook включає закупівлю реклами для просування Black Lives Matter. Звіти журналістів-розслідувачів виявили російські посилання на сторінки у Facebook, які рекламують Black Lives Matter. В одному випадку діяльність Росії в соціальних мережах призвела до реальних протестів від імені Black Lives Matter.
До цього, у 2010 році, у звіті, замовленому для Комітету з розвідки Сенату Сполучених Штатів було визначено, що російська фірма Internet Research Agency, яка створює облікові записи в соціальних мережах як частину складної кампанії з придушення голосування чорношкірих американців. Однак згодом журналісти-розслідувачі виявили, що російська фірма намагалася розкрутити тему Black Lives Matter, щоб викликати недовіру до правоохоронних і політичних інституцій США.

### Заклики до насильства
Хоча російські оперативники брали участь в онлайн-кампанії, щоб заохочувати прихильників руху Black Lives Matter, їхні зусилля також включали просування опозиції проти групи, включаючи підбурювання до насильства проти прихильників групи. Російські оперативники заохочували американських громадян вчинити насильство проти осіб, які беруть участь у протестах Black Lives Matter, стверджуючи, що протестувальники були «непатріотичними», і заохочували опонентів застосувати смертельну силу проти протестувальників. 

### Вибори в США 2016 року
На думку вчених, втручання Російської Федерації у вибори в США 2016 року включало пропаганду тем, що стосуються Black Lives Matter, а також антагонізму щодо руху.
Російські оперативники створили сотні фальшивих персон, пов’язаних з обліковими записами в соціальних мережах, і почали публікувати контент, пов’язаний з двома різними аспектами руху Black Lives Matter. З одного боку, пости пропагували справу Black Lives Matter, наголошуючи на жорстокості поліції в Сполучених Штатах щодо груп меншин; з іншого боку, інші пости підтримували поліцейські підрозділи, рішуче критикували будь-яку опозицію поліції та засуджували рух Black Lives Matter. В одному випадку облікові записи в соціальних мережах, якими користується російське агентство інтернет-досліджень, одночасно пропагували протилежні протести в Нью-Йорку: один на підтримку руху Black Lives Matter, а інший проти нього. В одному випадку російські оперативники навіть найняли окремих осіб для організації акцій протесту.
Дослідники виявили, що ця кампанія втручання проводилася з такими цілями: підтримати президентську кампанію Дональда Трампа, послабити кампанію Гілларі Клінтон і підірвати віру суспільства в американську демократичну систему та виборчий процес.

### Вибори в США 2020 року
За словами вчених та американських журналістів-розслідувачів, російське втручання у вибори 2020 року в США включало пропаганду тем, пов’язаних із темою, яка стосується життя чорношкірих. Часто ціль цих дій включала цькування рас.